# Leviathan (Julien Green)
Leviathan (frz.: Léviathan) ist ein Roman des französischen Schriftstellers Julien Green. Er erschien 1929 in der Librairie Plon in Paris.

## Inhalt
In einem französischen Provinznest bewirtet Madame Londe in ihrem Gasthaus durchweg Männer. Die Herren sitzen aber in erster Linie nicht wegen der Getränke und Speisen am Tisch: Madame Londe stellt ihrer Kundschaft reihum ihre blutjunge und schöne Nichte Angèle gegen Bezahlung zur Verfügung. Ihre Motivation dafür ist nicht Geldgier, sondern ihre krankhafte Neugier, die ihr ganzes selbstgerechtes, herrschsüchtiges und zu Mitgefühl unfähiges Wesen ausmacht.
Nur indem sie alles über ihre Mitmenschen weiß und dadurch eine gewisse Macht über sie erhält, empfindet sie inneren Frieden in ihrem sonst leeren Leben. Angèle muss ihr jedes Mal berichten, was sie bei den Verabredungen in Erfahrung gebracht hat. Dass sie von den Gästen sexuell missbraucht wird, interessiert Madame Londe nicht.

Da stört der bei dem reichen Ehepaar Grosgeorge als Hauslehrer angestellte Guéret die Kreise der Kupplerin. Er liebt und begehrt Angèle, wird aber von ihr abgewiesen. Er mischt sich unter die Gästeschar und erfährt von den Tischnachbarn, dass Angèle eine Hure sei. Als ihm klar wird, dass sie für alle zu haben ist und nur er von ihr abgewiesen wird, stürzt für ihn eine Welt zusammen.
Er verfolgt das Mädchen und schlägt ihm mit einem Ast so brutal in ihr Gesicht, dass es für immer durch tiefe Narben verunstaltet bleibt.
Angèle wagt sich nicht mehr unter Menschen. Ihr ist bewusst, dass Guéret der einzige Mensch war, der sie wirklich geliebt hat. Deswegen beginnt auch sie sich zu ihm hingezogen zu fühlen und deckt ihn vor der Polizei.
Notgedrungen muss die in Selbstmitleid zerfließende Madame Londe die Gäste hinhalten und befasst sich nebenher mit der weiteren „Ausbildung“ einer Halbwüchsigen als „Ersatz“.
Auf der Flucht erschlägt Guéret einen Greis, von dem er sich zu Unrecht bedroht fühlt. Zu seiner alternden, ungeliebten Ehefrau führt kein Weg zurück. Knapp vier Monate geht er Menschen aus dem Weg und verbirgt sich in Paris und dessen Vororten und in den Wäldern der Umgegend. Er verabscheut sich selbst. Verwundert konstatiert er, dass seine Verbrechen ihn nicht verändert haben. Allerdings verzehrt er sich jetzt noch mehr nach Angèle.
Eva Grosgeorge, trotz mittleren Alters noch recht attraktiv, wurde vor Jahren von ihrem Ehemann, einem reichen Großbürger, wider Willen geschwängert. Sie hasst ihren Sohn André, das Resultat jener Vergewaltigung im Ehebett. Einerseits umsorgt sie den Sohn, andererseits schlägt sie ihn bei nichtigem Anlass gnadenlos. Zu allem Überfluss weidet sie sich an der Not des Gymnasiasten.
Ein Mann, den sie lieben könnte, ist nicht in Sicht – bis auf den Totschläger Guéret, zu dem sie sich auf merkwürdige Art hingezogen fühlt, denn er ist ähnlich unglücklich und am Leben verzweifelt wie sie.
Auf stundenlangen Streifzügen durch die Winterkälte sucht sie nach ihm. Vor dem Eingang ihrer Villa begegnet sie Angèle, die sich an ihren Mann wenden will (der ebenfalls ihre Gesellschaft für Geld in Anspruch zu nehmen pflegte), um ihn um Geld zu bitten. Sie will fortgehen, um ein neues Leben beginnen zu können. Von Madame Grosgeorge abgefangen, bittet sie nun diese um Geld. Diese zeigt jedoch nur unverhohlene Schadenfreude über das entstellte Gesicht. Ihr Hass wendet sich gegen ihr verpfuschtes Leben und sämtliche Menschen, besonders aber gegen Angèle, die von Guéret im Gegensatz zu ihr begehrt wurde.
Guéret fängt Angèle, die ihr Gesicht stets mit einem Schal verdeckt, auf der Straße ab. Er hat, da er das Gespräch zwischen ihr und Madame Grosgeorge belauscht hat, erfahren, dass sie ihn nicht an die Polizei verraten hat, und schließt daraus, dass sie ihm verziehen habe.
Er geht davon aus, dass die Wunden in Angèles Gesicht keine Narben hinterlassen haben, und will mit ihr ins Ausland fliehen. Angèle sagt ihm zu.
Guéret wendet sich an Madame Grosgeorge, die ihm signalisiert hatte, dass sie ihm helfen wolle, um von ihr Geld für die Flucht zu erhalten. Sie lockt ihn in ihre Villa und versteckt ihn dort über Nacht vor ihrem Mann und dem Personal, statt ihm direkt das Geld zu geben. Sie genießt das Gefühl, ihn in einem ihrer Zimmer eingeschlossen zu wissen und über ihn Macht zu haben.
Sie will ihn glauben machen, Angèle hasse ihn, um ihn für sich zu gewinnen. Ihr Begehren jedoch schlägt in blindwütigen Hass um, als er ihr seine Liebe zu Angèle gesteht.
Aus Rache legt sie daraufhin sein Schicksal in deren Hände, indem sie ihr eine Nachricht schreibt, dass Guéret in ihrer Villa versteckt sei und Angèle die Polizei informieren solle. Sie geht weiterhin davon aus, dass Angèle Guéret hasst.
Madame Londe fängt die Nachricht ab und wendet sich prompt an die Gendarmerie. Angèle versucht Guéret zu retten und lässt ihm mitteilen, er solle fliehen.
Madame Grosgeorge sperrt sich mit Guéret in das Zimmer ein, aus dem ihm die Flucht unmöglich war, und wirft den Schlüssel aus dem Fenster. Sie versucht, sich zu erschießen, überlebt jedoch schwer verletzt, weil Guéret nicht ihrer Aufforderung folgt, ein weiteres Mal auf sie zu schießen.
Angèle, todkrank und von Fieber geschüttelt, macht sich auf in die eiskalte Winternacht, um Guéret am vereinbarten Treffpunkt für die gemeinsame Flucht zu finden. Dieser erscheint jedoch nicht, sie verliert das Bewusstsein und wird halb erfroren aufgefunden, zu spät, um zu überleben.
Wie es Guéret ergeht, wird vom Autor offengelassen.

## Titel
Reinhard Baumgart erklärt den aus der jüdischen Mythologie entlehnten Titel Leviathan als „Weltmaschine“ mit dem „Getriebe einer vollkommen blinden und ungerechten und auch unerforschlichen Verteilung von Glück und Unglück, die der Roman immer wieder als »Los« oder »Schicksal« anruf[e]. Nur leidend [stoße] man auf den Grund der Welt - auf den Leviathan.“
In KLL wird das „feurige Funken schießende“ Ungeheuer (Buch Hiob, Kap. 40, 41) als Chiffre auf die kleinstädtische Dumpfheit verstanden, die eine zerstörerische Dämonie erzeuge.

## Film
- Leviathan, Frankreich 1961. Regie: Léonard Keigel. Besetzung: Louis Jourdan (Paul Guéret), Marie Laforêt (Angèle), Nathalie Nérval (Marie Guéret), Lilli Palmer (Mme. Grosgeorges), Madeleine Robinson (Mme. Londe), Georges Wilson (M. Grosgeorges), Patrick Monneron (André).

## Übersetzungen ins Deutsche
Der Roman wurde ein Jahr nach Erscheinen im Verlag Kiepenheuer in einer Übersetzung von Gina und Hermann Kesten veröffentlicht. 1986 wurde eine Neuübersetzung von Eva Rechel-Mertens im Hanser-Verlag herausgegeben.

## Ausgaben
Julien Green: Leviathan. Aus dem Französischen von Eva Rechel-Mertens. Reihe dtv Literatur 12384. August 1997. 320 Seiten, ISBN 978-3-423-12384-6